# Bigorrilho
Bigorrilho é um coco da autoria de Paquito, Romeu Gentil e Sebastião Gomes, composto em 1963, inspirado remotamente no lundu "Isto É Bom" de Xisto Bahia, e no samba "O Malhador", de Pixinguinha, o qual já havia usado o tema folclórico "Trepa, Antônio, siri tá no pau". Foi gravado originalmente por Jorge Veiga, e regravado por vários outros artistas, entre eles, Renato e Seus Blue Caps e Lulu Santos.
Bigorrilho também é um epíteto que foi atribuído aos políticos originalmente considerados de oposição ao golpe militar de 1964, especialmente do antigo partido PTB, e que, por conveniência pessoal, passaram a apoiar esse movimento militar.